# Larisa van de Krim
Sint Larisa, volgens andere overleveringen ook Lara, Baren en Beride (volgens traditie 353-375), was een maagd en martelares gewijd door het vroege christendom. Zij wordt in de Rooms-Katholieke Kerk en de Orthodoxe Kerk als heilige vereerd of als getuige van het geloof herdacht. Haar feestdag wordt op 26 maart gevierd.